# Cristina Santiagos
Cristina Fernanda Santiagos Ansaldi (Santiago de Chile, 23 de junio), más conocida como Cristina Santiagos, es una cantante y compositora chilena, que tomó reconocimiento gracias a su canción Cara o Sello, la cual fue parte de la banda sonora de la teleserie Preciosas de Canal 13.

## Historia
Cristina comenzó a cantar desde los 5 años, sin embargo, recién en 2011, decidió dedicarse a la música de manera profesional, mientras cursaba su primer año de Psicopedagogía en la Universidad Andrés Bello. Aunque esa determinación sólo comenzó con hechos concretos en 2013, al realizar su primera grabación en estudio del tema "Déjame", canción con la que descubrió su faceta de compositora.
Cristina difundió su primer trabajo en algunas radios regionales, las que optaron por incluir la canción dentro de su programación radial. Sin embargo, esto sólo habría sido el impulso para los primeros intentos de darse a conocer.
En 2014 Cristina logra reunir fondos para grabar su primer disco, al que tituló "Sin Parches en la Herida". El álbum salió a la luz a principios del 2015 y tuvo inicialmente 9 temas, todos de su autoría, a excepción de la canción Luna Roja de Soda Stereo incluida en el disco, el que más adelante experimentaría una modificación en el número de canciones. Al año siguiente, en el 2016,  Cristina conoce al músico y productor Gonzalo Yáñez, con quién graba dos nuevas canciones; Cara o Sello (versión banda completa), y Quién da más, ambas incluidas ese mismo año dentro del disco. Esto significó que "Sin Parches en la Herida" tuviera un total de 11 temas.
Para la grabación del videoclip de "Citas al Cine", el primer sencillo del disco, Cristina viaja a Nueva York, con el director Felipe Sepúlveda. Localidades como  Soho, Times Square, Central Park, ChinaTown, fueron parte de los paisajes que destacan en el video.
La canción tuvo rotación en varias radios, logrando los primeros reconocimientos de su música. 
Las ganas de hacer crecer su proyecto y carrera musical, llevan a Cristina a tomar la decisión de dedicarse por completo a su pasión, dejando de lado todo lo relacionado con su profesión de psicopedagoga, carrera de la que egresó y se tituló a principios de 2015.
A mediados de 2016 su proyecto musical obtuvo una nueva plataforma de difusión, gracias a su tercer y más reconocido sencillo, Cara o Sello pues toma gran relevancia en su carrera, después de ser incorporado a la banda sonora de la teleserie de canal 13 “Preciosas”, para sus personajes protagonistas, inmediatamente, la canción ingresa a la programación de importantes radios a lo largo del país.
Su cuarto sencillo, No Conmigo, es utilizado por TVN, para la teleserie “La
Colombiana”, junto con ¿Vendrás?, canción del mismo álbum. Cara o Sello, No Conmigo y Vendrás de su primer álbum además de Si tu estás Conmigo y Lo que Era Antes de Ti, Canciones de su álbum Casete son incluidas como parte de la banda sonora de la telenovela mexicana Mañana Será Otro día...Mejor.

## Gira a México
En agosto del 2017, Cristina viaja a México a promocionar su único disco hasta ese entonces, pese a tener en sus manos un reciente EP de 5 canciones producidas en Chile. Al poco tiempo de su estadía, Cristina y el productor musical mexicano Oskar Gritten, deciden completar el EP, agregando nuevos temas. Los días de grabación de sus nuevas canciones, coinciden con una nueva etapa de la artista. Esto hace que se incorporen nuevos instrumentos y sonidos, con toques electrónicos, inclinándose a un pop más “indie”.
En México Cristina logra mostrar su música en distintos programas de radio y televisión, incluyendo Televisa. Además de presentarse en vivo en algunos locales de la capital.

## Abriendo caminos
El 2018 Cristina vuelve por segunda vez a México, ya con su nuevo disco "Cassette", para ese entonces ya terminado. Al poco tiempo la artista logra firmar siete de sus canciones con Televisa, para ser incorporadas a la banda sonora de la telenovela Y mañana será otro día, que debutaría en el canal Las Estrellas un mes después de su llegada a México.
La telenovela es retransmitida en varios países del mundo, tanto en Europa como en Latinoamérica. El hecho de que varias de sus canciones incursionaran en la pantalla abierta, provocó que varios e importantes medios de prensa mexicanos estuvieran interesados en conocer más de su carrera musical.
A raíz de sus siete temas sonando a diario en televisión, Cristina no sólo destacó como intérprete de sus canciones sino también dejó en evidencia su faceta como compositora. Luego de esto, la artista llega a un acuerdo con la editora,  Warner Chappell, con la que llega a firmar varias de sus canciones.

## Influencias
Aunque Cristina canta principalmente en español, sus influencias musicales son artistas de habla inglesa, como Sheryl Crow, Coldplay, Goo Goo Dolls, Edie Brickell, Alanis Morissette, entre otros.
Esto fue de ayuda en los inicios de su carrera musical, ya que durante la grabación de su primer disco, sus referencias ayudaron a darle un sonido muy orgánico y noventero.

## Discografía

### ÁlbumSin parches en la herida(2015)
- Citas al Cine[12]
- Déjame
- No Conmigo
- Ella Lloraba
- Santiago de Chile
- Quién da más
- Cara o Sello
- Cara o Sello (Versión acústica)
- No toques mi piel
- Vendrás?
- Luna Roja (Cover Soda Stereo)

### ÁlbumCassette(2018)
- Descúbreme el corazón[13]
- Tiro al blanco
- Lo que era antes de ti
- Miro al cielo
- Si tú estás conmigo
- Corazones y veleros
- Estoy atrapada
- Barco de papel
- Yo no digo lo que siento
- Separados
- Realidad virtual
- Comprar maletas
- El bar de doña Elvira

### Sencillos
- Citas al Cine (2015)[14]
- Déjame (2015)[15]
- Cara o Sello (2016)[16][17]
- No Conmigo (2017)[18]
- Descúbreme el corazón (2018)[19]
- Separados (2018)[20]